# جامعة تيومين
جامعة ولاية تيومين (بالروسية: Тюменский государственный университет) هي جامعة شاملة ومكثفة للبحث العلمي في تيومين، روسيا. كانت الجامعة أول جامعة في تيومين أوبلاست وتأسست في عام 1930. تتكون الجامعة حاليًا من 15 معهداً. يبلغ إجمالي عدد الطلاب في الجامعة أكثر من 27000، بما في ذلك أكثر من 1900 طالب دولي. إجمالي عدد أعضاء هيئة التدريس والموظفين أكثر من 2000.  تدرب الجامعة المتخصصين المؤهلين في 175 مجالا. تقدم الجامعة أشكالًا مختلفة من الدراسة: بدوام كامل، وبدوام جزئي، والتعليم عن بعد، ودرجة الماجستير، والتعليم الجامعي، والدراسات العليا، والدكتوراه، والتدريب المتقدم، والدرجة الثانية. تعد الجامعة أحد المشاركين في المشروع 5-100 وهو برنامج تحسين القدرة التنافسية الدولية لمؤسسات التعليم العالي الروسية من بين مراكز البحث والتعليم الرائدة في العالم. تم تصنيف جامعة تيومين في الفئة 801-1000 في تصنيف كيو إس للجامعات العالمية 2022.

## التاريخ
خلق تطوير التعليم الابتدائي الشامل حاجة ماسة لأعضاء هيئة تدريس محترفين، ولهذا السبب في عام 1930 تم إنشاء أول مؤسسة للتعليم العالي في تيومين. يمكن لطلاب المعهد الزراعي والتربوي في تيومين دراسة الزراعة والكيمياء والبيولوجيا والفيزياء.
شهد النصف الثاني من الثلاثينيات بداية البحث الأكاديمي. في عام 1935، تم بدء بعثات علمية إلى شمال ألتاي، ودراسات عن اللغة الشمالية الأصلية والفولكلور ودورات التدريس الإقليمية للسكان المحليين جرت من 1936-1940.
تغير كل شيء مع بداية الحرب العالمية الثانية في يوليو 1941. خلال عامها الأول، ذهب أكثر من مائة من الطلاب والأساتذة وغيرهم من أعضاء هيئة التدريس إلى الحرب. ومع ذلك، واصل المعهد العمل. في فبراير استضافت مؤتمرا أكاديميا حيث تم تقديم 20 ورقة في مجالات الرياضيات والكيمياء والجغرافيا وعلم النفس والأدب واللغة الروسية ومكافحة الفاشية. وكان من بين المشاركين علماء من مختبر بوريس زبارسكي. كان رئيس قسم العلوم الطبيعية، إيليا زبارسكي، زميل أبحاث أول في المختبر.
في الستينيات، أثر التطور السريع لصناعة النفط والغاز في غرب سيبيريا على المعهد، الذي ركز على إيجاد أكثر الطرق فعالية لاستخراج النفط والغاز. في 1 يناير 1973، بقرار من مجلس وزراء اتحاد الجمهوريات الاشتراكية السوفياتية، أصبح المعهد التربوي جامعة حكومية. كان أول رئيس للجامعة هو دكتور الفيزياء والرياضيات إيغور ألكساندروف.

## المعاهد
تضم جامعة تيومين 15 معهدًا أكاديميًا:
- معهد المالية والاقتصاد
- معهد الدولة والقانون
- معهد الرياضيات وعلوم الحاسوب
- معهد الكيمياء
- معهد الفيزياء والتكنولوجيا
- معهد علوم الأرض
- معهد علم الأحياء
- معهد فقه اللغة والصحافة
- معهد التاريخ والعلوم السياسية
- معهد علم النفس والتربية
- معهد التربية البدنية
- معهد التعليم عن بعد
- معهد البيولوجيا البيئية والزراعية
- المعهد الإقليمي للتعاون الدولي
- مدرسة الدراسات المتقدمة